# Вінсент Мун

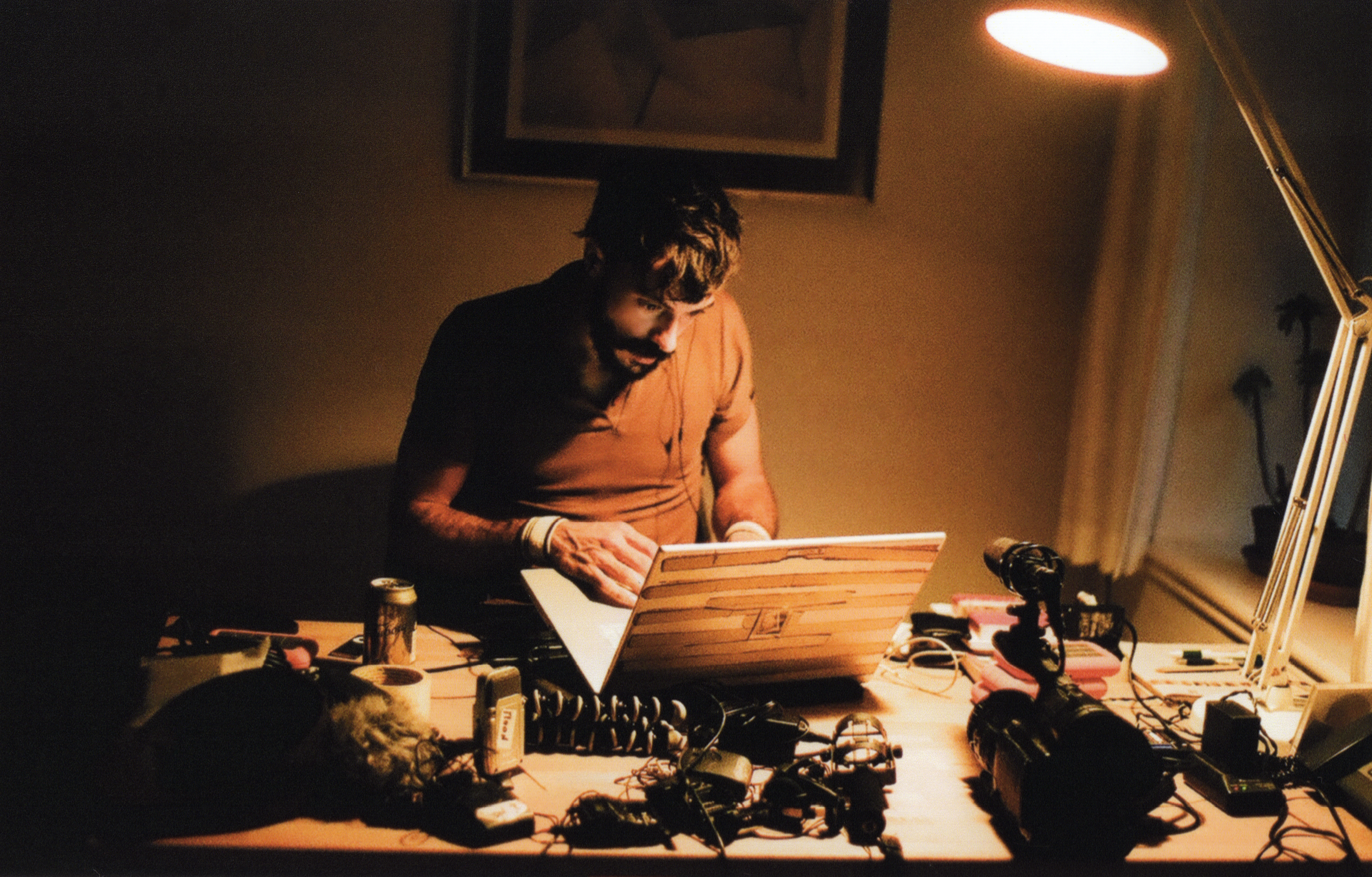
Вінсент Мун

Вінсент Мун (фр. Vincent Moon, 25 серпня 1979, Париж), уроджений Метью Саура (фр. Mathieu Saura) — незалежний французький режисер, відомий своїми короткими фільмами, в яких присутня наживо виконувана музика. Він працював як з невідомими музикантами інді-рок сцени, так і з всесвітньо відомими колективами, такими як Том Джонс, R.E.M. та Arcade Fire. Також він знімає документальні експериментальні фільми. Його фільм про японського музиканта Kazuki Tomokawa «La Faute Des Fleurs» (2009) переміг у номінації Sound & Vision Award на Копенгагенському міжнародному фестивалі документального кіно CPH: DOX  в листопаді 2009 року.
З січня 2009 року він живе в дорозі, експериментуючи з польовими записами та відео, подорожуючи по всьому світу в пошуках рідкісних музикантів для своїх фільмів.
Зараз він працює самостійно, або з людьми, яких зустрічає в дорозі, здійснюючи велику частину проєктів без залучення грошей , намагаючись переглянути рамки кіноіндустрії у 21-му столітті.

## Огляд
У 2006 році людина на ім'я Chryde, засновник сайту La Blogothèque [Архівовано 28 травня 2019 у Wayback Machine.], в пошуках нового стилю музичного відео і нового способу обміну музикою, запропонував Вінсенту Муну зняти відео з паризькими музикантами. Таким чином з'явився проєкт Take-Away Show (французька назва Les Concerts à Emporter) - музичні відео, зняті, як правило, за один дубль, в живому і дуже швидкому знімальному процесі. Перше відео проєкту Take-Away Show  зроблено з групою The Spinto Band. Для проєкту Take-Away Show Вінсент Мун зняв понад 120 музичних сесій, що містять, в основному, дві, чи три пісні. Серед учасників Take-Away Show такі групи та виконавці, як Bon Iver, Yeasayer, Liars, R.E.M., Arcade Fire, Том Джонс, The Ex, De Kift, Stephen Malkmus, Scout Niblett, Sigur Rós, Efterklang, Slaraffenland, Caribou, Vic Chesnutt, Architecture in Helsinki, The National, The Shins, Andrew Bird, Okkervil River, Xiu Xiu, Суф'ян Стівенс, David Bazan, Beirut.
Майкл Стайп, побачивши роботи Муна, запросив його зробити відеопроєкт для R.E.M. В результаті, у співпраці з режисером Jeremiah, Мун зробив інтернет-проєкти Supernatural Superserious, ninetynights.com і фільм для великого екрану Six Days, This Is Not A Show. Серед інших проєктів, у 2009 році разом з Nathanael Le Scouarnec, Вінсент Мун зняв фільм Burning ((дивитися тизер фільму [Архівовано 6 серпня 2013 у Wayback Machine.])) з шотландської групою Mogwai.
У серпні 2010 року Вінсент Мун спільно з групою Efterklang зняв абстрактно-документальний  фільм An Island [Архівовано 18 травня 2013 у Wayback Machine.] фільм An Island (Острів): 1 [Архівовано 13 жовтня 2013 у Wayback Machine.], 2 [Архівовано 25 березня 2014 у Wayback Machine.], 3 [Архівовано 25 травня 2013 у Wayback Machine.]). Для Вінсента Муна «An Island» - перший проєкт такого масштабу . Всесвітня прем'єра An Island в лютому 2011 року була реалізована авторами фільму як унікальний інтерактивний проєкт Private-Publish Screenings of «An Island» , в якому взяли участь люди з безлічі міст усього світу . Проєкт Private-Publish Screening of An Island поклав початок новому способу розповсюдження кіно .
Сьогодні Вінсент Мун продовжує знімати короткі музичні фільми  із зростаючим інтересом до незахідних музичних традицій, він працює в Аргентині, Чилі, Камбоджі, Єгипті, Японії, Нової Зеландії, Ісландії, Бразилії. У 2011 році він починає роботу над своєю новою колекцією записів, зроблених по всьому світу - Petites Planètes, присвяченій експериментам щодо зображення і звуку.
Фільми Вінсента Муна відрізняються від штучності традиційних музичних відео на користь унікальності моменту виконання, особливо, акустичних сесій . Він використовує форму «партизанського» стилю (guerrilla film making) - імпровізаційної зйомки виконання музики в незвичайній обстановці; і результат цього часто виглядає як дуже жива етюдна замальовка. Поряд з польовими записами Alan Lomax, або Peel Sessions of John Peel, Вінсент Мун створив велику колекцію унікальних записів (понад 500 відео )), що відрізняються авторськими художніми рішеннями.

## Візуальний стиль
У своєму відео Вінсент Мун використовує теплий колірний баланс і підвищену контрастність, таким чином, чорний і жовтий виявляються основними кольорами його палітри. Він зсилається   на вплив таких режисерів експериментального кіно, як Peter Tscherkassky, Stan Brakhage, і режисерів етнографічного кіно Jean Rouch, Robert Gardner.

## Мандрівки Україною
Побував в Україні 2011 та 2012 року. 
В кінці липня 2012 року Вінсент Мун приїхав до Львова на міжнародний кінофестиваль Wiz-Art [Архівовано 12 січня 2013 у Wayback Machine.], куди режисера запросили організатори фестивалю. Там він показав свої фільми та провів майстер-клас "Номадичне кіно і нові технології" 
Таким чином опинившись в Україні, у режисера з’явилась нагода зафільмувати невеличку частину традиційної та сучасної музичної культури України.
Перша експедиція здійснилась на просторах українських Карпат, де він записав гуцульські пісну у виконанні двох фольклорних гуртів. В результаті з’явився фільм CARPATE [Архівовано 7 травня 2013 у Wayback Machine.]
Після карпатських пригод режисера запросили до Києва, де у київському Гідропарку йому вдалось зафільмувати відомий етнохауз гурт ДахаБраха. Фільми [Архівовано 7 травня 2013 у Wayback Machine.] з цим гуртом увійшли до проєкту Take-Away Show. 
Також в Україні Вінсенту вдалось зафільмувати декілька відомих автентичних виконавців, а саме гурт Древо із села Крячківка Полтавської області - дивитися фільм [Архівовано 10 травня 2013 у Wayback Machine.], та ексцентричну виконавицю народних пісень Лукерью Кошелову з села Ліново - дивитися фільм [Архівовано 10 травня 2013 у Wayback Machine.].
На останок своєї подорожі Україною Вінсент Мун відправився до Одеси, де йому допомогли знайти старих виконавців єврейської музики, фільм з якими так і називається YIDDISH! the last yiddish singers of Odessa [Архівовано 10 травня 2013 у Wayback Machine.].
І наостанок, перед великою подорожжю по Росії, Вінсент відправився до Криму, де у Ялті зняв фільм-портрет THE LAST KOBZAR [Архівовано 10 травня 2013 у Wayback Machine.] про старого кобзаря Остапа Юрійовича Кіндрачука.

Згідно з ліцензією Creative Commons Attribution-NonCommercial-ShareAlike, всі фільми будуть доступні для безкоштовного перегляду в мережі Інтернет і для відкритих безкоштовних показів в будь-якій точці світу.